# Mudaison
Mudaison – miejscowość i gmina we Francji, w regionie Oksytania, w departamencie Hérault.
Według danych na rok 1990 gminę zamieszkiwało 1845 osób, a gęstość zaludnienia wynosiła 228 osób/km² (wśród 1545 gmin Langwedocji-Roussillon Mudaison plasuje się na 207. miejscu pod względem liczby ludności, natomiast pod względem powierzchni na miejscu 853.).